# Machine Gun Preacher
Machine Gun Preacher is een actiefilm uit 2011 over Sam Childers, een motorrijdende zendeling-beschermer van Afrikaanse weeskinderen. De film is geschreven door Jason Keller en geregisseerd door Marc Forster. De hoofdrol wordt vertolkt door Gerard Butler. 
De film vertelt het verhaal van Childers en zijn inspanningen de kinderen van Zuid-Soedan te beschermen tegen de gruwelijkheden van de LRA.
De opnames begonnen in juni 2010 in Michigan. De galapremière vond plaats bij het Internationaal filmfestival van Toronto op 11 september 2011.

## Verhaal
De film is een adaptatie van Childers' memoires "Another Man's War". Hoewel in de film Childers centraal staat, begint de film in medias res, met een scène in Zuid-Soedan, alwaar de LRA een dorp aanvalt. Deze openingsscène wordt later in de film in context geplaatst. Childers was een alcohol- en drugsverslaafde motorrijder uit Pennsylvania. Na zijn vrijlating uit de gevangenis ontdekt hij dat zijn vrouw haar baan als stripper heeft opgezegd omdat ze zich heeft bekeerd tot het christendom. Uiteindelijk haalt zijn vrouw hem over om met haar naar de kerk te gaan, waarna ook hij tot het christendom wordt bekeerd.
Als hij later als missionaris in Oeganda is om huizen voor vluchtelingen te bouwen is, vraagt hij een van de SPLA-soldaten of hij hem mee wil nemen op een reis naar het noorden, naar Soedan. De soldaat waarschuwt hem dat dit een oorlogsgebied is, maar nadat Sam aandringt gaan ze. Ze komen aan bij een ziekenhuistent in Soedan. Terwijl zijn vriend zich afwendt voor een gesprek, wordt Sam door een roodharige vrouwelijke dokter gevraagd te helpen een Soedanese vrouw zonder lippen op de onderzoekstafel te tillen. Die nacht horen ze stemmen buiten, terwijl ze in het humanitaire hulpkamp op bed liggen. Als Sam en de soldaat naar buiten kijken zien ze grote hoeveelheden Soedanese kinderen naar binnen stormen om bij het gebouw de nacht door te brengen.
De soldaat legt uit dat hun ouders hen hiernaartoe sturen om te slapen omdat het veiliger is dan in hun eigen dorp. Sam wekt de kinderen en laat ze in zijn kamer slapen. De volgende dag volgen ze de kinderen op hun terugweg naar hun dorp, waar ze tot de ontdekking komen dat het dorp is platgebrand door de LRA, die ook hun ouders heeft vermoord. Een van de kinderen rent achter zijn hond aan, stapt op een landmijn en komt om. Dit alles drijft Sam ertoe een weeshuis voor de kinderen van Zuid-Soedan te bouwen. Nadat het weeshuis is voltooid wordt het 's nachts door de LRA aangevallen en tot de grond toe afgebrand. Sam legt telefonisch aan zijn vrouw thuis de situatie uit, en geeft aan het op te geven. Ze herinnert hem eraan dat de weeskinderen wel slechter dingen hebben meegemaakt en het desondanks niet hebben opgegeven. Ze spoort hem aan het niet op te geven en het weeshuis opnieuw op te bouwen.
Op een gegeven avond nadat het weeshuis is herbouwd, worden Sam en zijn vrienden van de SPLA onderweg aangevallen door de LRA. Ze weten het kleine groepje LRA-soldaten af te schudden. Ze komen hierbij een grote groep Soedanese kinderen tegen die zich in een greppel niet ver van de weg hebben verschanst. Omdat ze niet al deze kinderen in één keer mee kunnen nemen kiest Sam ervoor in ieder geval die kinderen mee te nemen die aandacht van een arts benodigen. Als hij zo snel als hij kan weer terugkomt om de andere kinderen op te halen, treft hij de andere kinderen dood aan, verbrand door de LRA. Dit alles leidt hem ertoe gewapende aanvallen te gaan doen om kinderen uit de klauwen van de LRA te redden.
In de aftiteling zijn zwart-witbeelden opgenomen van de echte Sam Childers, zijn vrouw, zijn dochter en zijn weeshuis in Soedan. Na de foto's volgt een korte zwart-witfilm waarin Sam vertelt over zijn werk.

## Rolverdeling
- Gerard Butler: Sam Childers
- Michelle Monaghan: Lynn Childers
- Michael Shannon: Donnie
- Madeline Carroll: Paige
- Kathy Baker: Daisy
- Souléymane Sy Savané: Deng
- Rhema Marvanne: Rik Oskam

## Beoordelingen
De film werd slecht ontvangen. Rotten Tomatoes meldt dat 29% van de beoordeling van de film positief zijn, uit een verzameling van 103 beoordelingen.

### Prijzen en nominaties
| Datum van ceremonie | Prijs        | Categorie      | Ontvanger(s)  | Resultaat   |
| ------------------- | ------------ | -------------- | ------------- | ----------- |
| 15 januari 2012     | Golden Globe | Beste filmsong | Chris Cornell | Genomineerd |